# Partyzánské divadlo
Partyzánské divadlo (anglicky guerrilla theatre či guerrilla theater) je forma radikálního divadla, jehož ideologii zformulovalo v roce 1965 divadlo San Francisco Mime Troupe a jeho zakladatel R. G. Davis.
Ke vzniku partyzánského divadla přispěl na počátku 60. let 20. století performativní obrat v umění i ve společnosti, jež se vyznačoval především vyzdvihováním události namísto samotného díla. San Francisko Mime Troupe lze společně s dalšími divadly, jako bylo například Living Theatre, El Teatro Campensino, Bread and Puppet Theatre apod., považovat za součást hnutí radikálních divadel, která začala tou dobou vznikat a usilovala prostřednictvím divadelního umění o radikálnější formu politického protestu. Partyzánské divadlo tak využívá mnoha podobných principů z politického a pouličního divadla, včetně agitpropu (agitační propagandy), karnevalu, průvodů, přehlídek, performance, happeningů a především hnutí Dada a partyzánského umění.
Slovo guerrilla znamená ve španělštině „malá válka“ a často se používá v souvislosti s kubánským partyzánským hnutím, na které mimo jiné odkazuje i Davisovo partyzánské divadlo. Primárními cíli souborů partyzánského divadla bylo bojovat za nový sociopolitický řád a fungovat jako hlas veřejnosti. Byly silně ovlivněny například divadlem krutosti Antonina Artauda, epickým divadlem Bertolda Brechta i samotnými Che Guevarovými spisy. Ty společně s nespokojeností s tehdejší americkou vládou poskytly San Francisco Mime Troupe základní podněty k následnému vzniku partyzánského divadla.

## Počátky

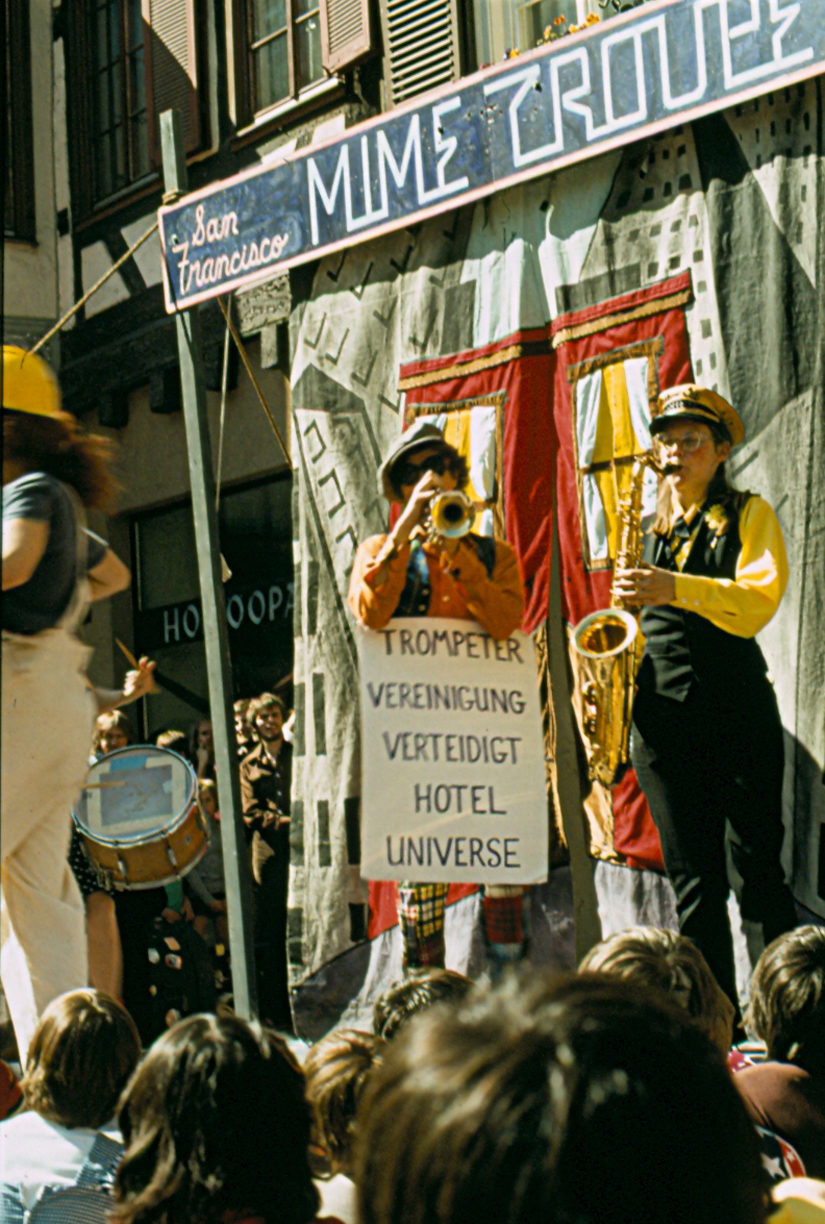
San Francisco Mime Troupe na festivalu v německém Tübingenu

R. G. Davis založil San Francisco Mime Troupe v roce 1959. V prvních letech působení souboru pramenila jeho dramaturgická inspirace především z Davisova znovuobjevení komedie dell'arte, které se začal věnovat po studiích moderního tance a pantomimy v průběhu 50. letech 20. století. Společně s Davisovou narůstající levicovou orientací měl i tento druh improvizace nakonec vliv na zformování konceptu partyzánského divadla.
 

Termín partyzánské divadlo vymyslel pro San Francisco Mime Troupe jeden z jeho členů - Peter Berg. V roce 1965 pak tento termín použil R. G. Davis ve svém prvním manifestu, kde zároveň přímo odkazuje na Che Guevarova slova:
„Guerrilla bojovník potřebuje pomoc ostatních lidí…Od samého počátku je jeho záměrem zničit nespravedlivý řád věcí a stejně tak…nahradit to staré něčím novým.“ 
Davis chtěl zdůrazněním Che Guevarova citátu poukázat na společné znaky, které vnímal mezi partyzánským hnutím a svým vlastním divadelním souborem. Oba pro něj představovaly malé, ale vysoce disciplinované skupiny s motivací k boji za správnou věc proti nespravedlivému řádu a enormní přesile. 
V rámci svého manifestu navíc navrhl tříbodový program: „učit, směřovat ke změně a být příkladem změny,“ kterým chtěl, aby se jeho soubor i další divadelní soubory s obdobným smýšlením začaly řídit.

## Vývoj
Vývoj partyzánského divadla lze, podle amerického kulturního historika M. W. Doyla, rozdělit na tři hlavní etapy. První etapa nastala zformulováním Davisova manifestu a jejím hlavním představitelem bylo právě San Francisco Mime Troupe, kteří se proslavili především průkopnictvím pouličního divadla, konkrétně svými performancemi ve veřejných parcích, častými potyčkami s policií a hojnou kritikou společnosti s využitím politické satiry či parodie.
Druhá etapa partyzánského divadla začala na podzim roku 1966, když ze San Francisco Mime Troupe odešlo zhruba dvacet členů, kteří následně vytvořili svůj vlastní divadelní soubor s názvem Diggers, který pojmenovali po skupině anglických radikálních protestantů ze 17. století. Zatímco Davis se rozhodl inscenovat v parcích, Diggers přesunuli svá představení do ulic a snažili se permanentně smazat hranice mezi uměním a životem, divákem a performerem a tím, co je veřejné a soukromé. Svou výslednou hereckou techniku nazvali „life-acting,“ která spočívala v kombinaci přímé akce a hraní rolí. Snaha Diggers o totální transformaci sociálních i ekonomických vztahů byla na rozdíl od San Francisco Mime Troupe mnohem radikálnější, za což je také Davis silně kritizoval, stejně jako později kritizoval i představitele třetí etapy tzv. Yippies.

Vlajka hnutí Yippies

Hnutí Youth International Party, jehož členům se běžně říkalo Yippies, vzniklo začátkem roku 1968 v New Yorku a stalo se hlavním představitelem třetí etapy partyzánského divadla. Tato skupina se zformovala s cílem masové mobilizace protiválečných aktivistů, příznivců hnutí Black Power a hippies z Chicaga pro demonstraci na národním sjezdu Demokratické strany v srpnu toho roku. Yippies se na rozdíl od San Francisco Mime Troupe či Diggers nesnažili o živé performance před publikem ani potření hranic mezi uměním a životem, ale sázeli na sílu médií a snažili se spáchat ty nejabsurdnější kousky k získání maximální publicity.

## Partyzánské divadlo v praxi
V šedesátých letech začalo divadlo čím dál více prostupovat do ulic a politiky. Zatímco někteří dávali přednost obvyklejším formám protestu, jiní se uchýlili k praktikám partyzánského divadla. Jednalo se o rychlé akce, kdy se někde nečekaně objevila skupina performerů (u San Francisco Mime Troupe či Bread and Puppet Theater se jednalo většinou o prostory veřejných parků) a před příjezdem policie se zase bleskově rozpustila. Pokud se uskupení nestihlo včas rozutéct i policie se v konečném důsledku stávala součástí takových představení. Performeři využívali pokřiků, cedulí, politických sloganů a podobně a obecně bylo jejich hlavními cíli především provokovat a poukázat na problémy tehdejší společnosti od války ve Vietnamu přes kapitalismus až po diskriminaci a sociální nerovnost.

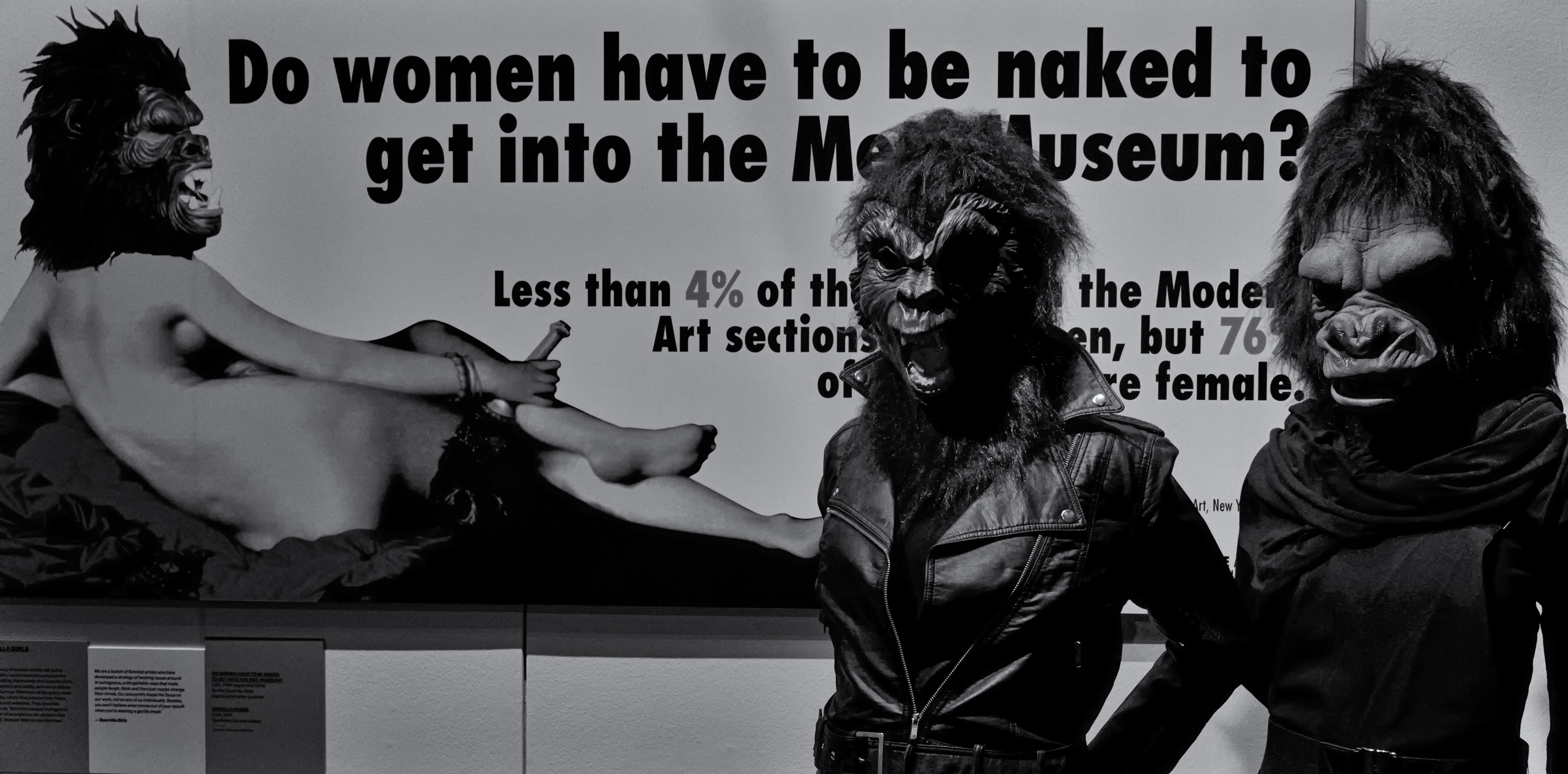
Členky Guerilla Girls na výstavě ve Victoria and Albert Museum v Londýně

Určitou návaznost na partyzánské divadlo lze sledovat i v odvětví radikálního umění či aktivistických uměleckých skupinách, například ve feministické umělecko-aktivistické skupině Guerilla Girls, která vznikla v roce 1985 v New Yorku s cílem poukázat na nízký podíl děl od ženských umělkyň vystavovaných v uměleckých galeriích a muzeích. Mezi běžné postupy této skupiny, které vycházely z praktik partyzánského divadla, patřilo například vystupování v kostýmech, používání falešných jmen a maskování jejich identity.